# 第四国际日本支部（布尔什维克列宁主义派）
第四国际日本支部（布尔什维克列宁主义派）（日語：第四インターナショナル日本支部 (ボルシェビキ・レーニン主義派)），简称第四国际（BL派），是日本历史上的一个奉行托洛茨基主义的新左翼组织。该组织成立于1967年，分裂自日本革命的共产主义者同盟（第四国际日本支部）；同年，改组为“武装蜂起准备委员会”（AIPC）。该组织的学生翼是“无产阶级军团全国学生评议会”（简称“无产阶级军团”），下属高中生组织是“高中生暴力革命战线”（简称“暴革”）。
该组织的成员头戴黑色头盔，头盔上写有白字（无产军）或“AIPC”（即“武装蜂起准备委员会”的英语名称“Armed Insurrection Preparation Committee”的缩写）；因此，他们被称为“黑头盔”。